# إدموند هيس
إدموند هيس (بالألمانية: Edmund Hess)‏ هو أستاذ جامعي ورياضياتي ألماني، ولد في 1843 في ماربورغ في ألمانيا، وتوفي في 1903.